# Менелай Гелев
Менелай Петров Гелев (на гръцки: Μενέλαος Γκέλες, Менелаос Гелес или Μενέλαος Γκέλεφ, Менелаос Гелев) е български общественик и революционер, ръководител на българското население в Леринско през 1941 – 1944 година.

## Биография
Менелай Гелев е роден в 1904 година в леринското село Неред. Завършва гимназия и право и става адвокат в град Лерин. През междувоенния период участва активно в обществения живот на града. Близък е до монархическата Народна партия, политически приятел с Филипос Драгумис. Издава периодични издания. Професионалният му интерес е свързан и с българите от Леринско, изселили се в България и Америка, поддържа връзки с МПО.
През 1930 година издава вестник „Македоникос Спинтир“ (в превод Македонска искра), чийто главен редактор е Атанас Пейков.
След поражението на Гърция през 1941-1944 година в условията на германско военно управление и гръцка цивилна администрация се изявява като ръководител на българското население в Леринско. Възприеман е от гръцки и английски източници като ръководител на македоно-българския комитет в Лерин. Застъпва се пред българските и немските власти за българското население в Леринско. Според някои сведения сътрудничи и със СНОФ и с други леви структури в района.
На 24 юни 1943 година влиза в специална комисия заедно с Кръстю Мангов, Иван Календжиев, Христо Трайков и Димитър Йотов, която изпраща благодарствено писмо до Адолф Хитлер от името на 80% от населението в Леринско. След това той, Васил Гонков, Панайот Трифов, Вангел Маринов, Щерю Христов, Иван Райков, Константин Гешков, Христо Панталеев и други организират подписка, при която искат от германското управление повече права на местните българи под германска окупация.
С изтеглянето на германските военни части през есента на 1944 година се насочва на север в посока Югославска Македония. Получава три смъртни присъди в Гърция и имуществото му е конфискувано веднага след края на войната. Между 1944 и 1957 година живее последователно в Битоля, Куманово и Велес, където преподава френски, докато не е арестуван и осъден на 2 години затвор в Белград за критика на управляващите по Македонския въпрос. С нов паспорт се завръща в Гърция, задържан е и е осъден от нов съд на 20 години затвор и изземане на част от имуществото му. Умира през 1961 година в затвора Еди куле, Солун.